# Deutsch-malische Beziehungen
Die Deutsch-malischen Beziehungen haben in den 2010er Jahren mit der verstärkten Bemühungen der deutschen Bundesregierung um eine Stabilisierung der Sahelzone an Tiefe und Intensität gewonnen und es kam verstärkt zu bilateralen Staatsbesuchen. Deutschland ist in Mali auch zunehmend sicherheitspolitisch engagiert. 

## Geschichte
Im 19. Jahrhundert bereisten deutschsprachige Forscher wie Heinrich Barth und Oskar Lenz die sagenumwobene Stadt Timbuktu. 1886 besuchte Gottlob Adolf Krause den Ort Bandiagara im heutigen Mali. Im Jahre 1931 musste die deutsche Fliegerin Elly Beinhorn zwischen Bamako und Timbuktu notlanden. Sie wurde daraufhin von einheimischen Songhai gerettet. 1944 wurde der malische antikoloniale Aktivist Tiemoko Garan Kouyaté von den Nazis im KZ Mauthausen ermordet, nachdem er sich geweigert hatte, mit ihnen zu kollaborieren.
Nach der Unabhängigkeit Malis von Frankreich im Jahre 1960 war die Bundesrepublik Deutschland (BRD) der erste Staat, der die Unabhängigkeit des Landes anerkannte. Nach dem Ende der Hallstein-Doktrin nahm Mali 1977 auch diplomatische Beziehungen mit der Deutschen Demokratischen Republik (DDR) auf. Ein Jahr später besuchte Malis Präsident Moussa Traoré den deutschen Bundeskanzler Helmut Schmidt bei einem Staatsbesuch in Deutschland. 1982 begann eine Vertiefung der sicherheitspolitischen Zusammenarbeit und die BRD begann bei der Ausbildung der Streitkräfte Malis zu helfen, nachdem ein entsprechendes bilaterales Abkommen unterzeichnet wurde.
Im Jahre 2000 wurde Mali zu einem Schwerpunktland der deutschen Entwicklungszusammenarbeit gemacht. Bundespräsident Johannes Rau besucht das Land zwei Jahre später. In den 2010er Jahren treten Staatsbesuche gehäuft auf und Deutschland verstärkt sein Engagement im Land. 2013 entsendete der Bundestag deutsche Soldaten zur Unterstützung der African-led International Support Mission to Mali, ⁣⁣um der malischen Regierung beim Kampf gegen islamistische Rebellen im Rahmen des seit 2012 herrschenden Konfliktes im Nordmali zu helfen. 2016 stockte Deutschland seine Beteiligung an der Nachfolgemission United Nations Multidimensional Integrated Stabilization Mission in Mali auf bis zu 650 Deutsche Soldaten auf. Flankiert wurde die Intensivierung der Beziehungen mit Besuchen von Kanzlerin Angela Merkel in Mali 2016 und 2019 sowie mehreren Besuchen von Verteidigungsministerin Ursula von der Leyen. Im Gegenzug besuchten mehrere malische Spitzenpolitiker Deutschland.
Nach einem Staatsstreich in Mali im Jahr 2021 verschlechterten sich die Beziehungen zwischen den beiden Ländern. Im November 2022 wurde der Abzug der im Land stationierten deutschen Truppen für das nächste Jahr angekündigt.

## Wirtschaftliche Beziehungen
Seit dem Jahre 1977 besteht ein Investitionsabkommen zwischen Mali und der Bundesrepublik Deutschland. Aufgrund der schwierigen Rahmenbedingungen kam es bisher allerdings kaum zu Investitionen deutscher Unternehmen in Mali. 2021 lag das bilaterale Handelsvolumen bei lediglich 94 Millionen Euro.

## Entwicklungszusammenarbeit
Deutschland leistet in Mali Entwicklungshilfe mit den Schwerpunkten Dezentralisierung, Landwirtschaft und Wasser-/Sanitärversorgung. So unterstützt Deutschland Projekte zur Steigerung der landwirtschaftlichen Produktivität und zur besseren Versorgung der Bevölkerung mit Wasser.

## Sicherheitspolitische Beziehungen
Die deutsche Bundeswehr ist an der UN-Stabilisierungsmission MINUSMA beteiligt und berät im Rahmen der EU-Trainingsmission EUTM Mali die Streitkräfte Malis. Daneben ist Deutschland auch an der zivilen Ausbildungsmission EUCAP Sahel Mali beteiligt, bei der malische Sicherheitskräfte unterstützt und ausgebildet werden. Im Rahmen der EU-Migrationspartnerschaft mit dem Land kooperieren beide Länder im Bereich der Migration.

## Kulturbeziehungen
Im Jahre 2005 wurde von ehemaligen malischen DDR-Stipendiaten der deutsch-malische Kulturkreis (CCGM) gegründet, welcher mithilfe der deutschen Botschaft im Land regelmäßig Veranstaltungen abhält und Deutschkurse gibt. Der Deutsche Akademische Austauschdienst ist im Land aktiv und knapp 1000 Malier studieren Deutsch als Hauptfach.
Das malische Duo Amadou & Mariam nahm 2006 zusammen mit Herbert Grönemeyer Zeit, dass sich was dreht (Celebrate the Day), den offiziellen Song zur Fußball-Weltmeisterschaft 2006, auf.
Der malische Regisseur Abderrahmane Sissako erhielt 2015 den Friedenspreis des Deutschen Films – Die Brücke und 2021 den Konrad-Wolf-Preis.